# Deslizamento assísmico

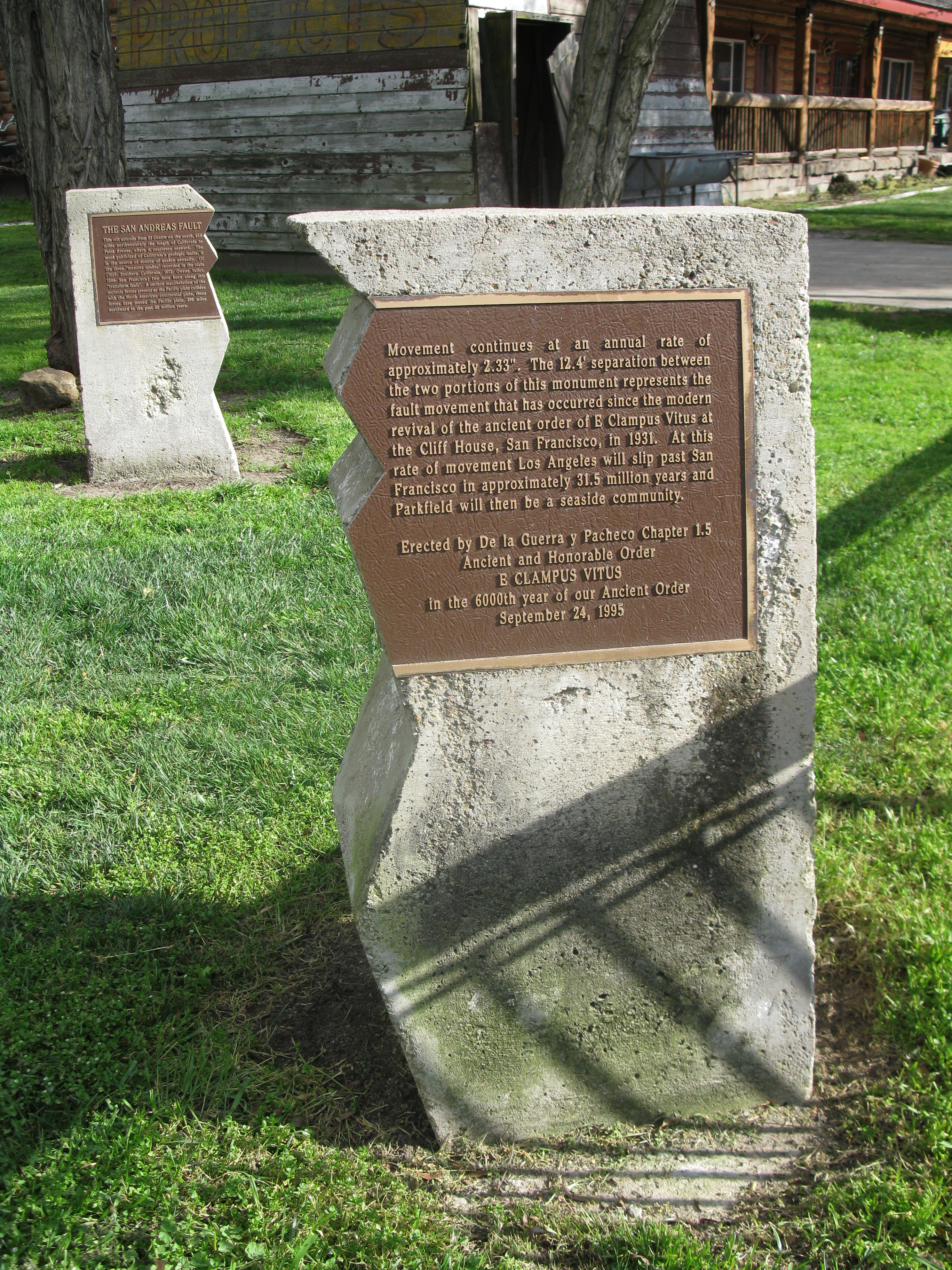
Simulação da fluência sísmica em Parkfield, Califórnia. As placas foram colocadas tal como aparecem aqui em 1995 para representar o movimento da falha desde 1931.

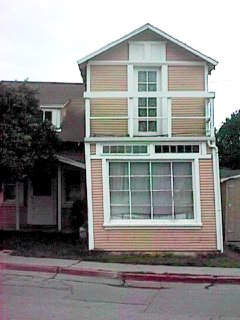
Uma casa situada na Falha de Calaveras em 2003. Foi demolida em 2009.

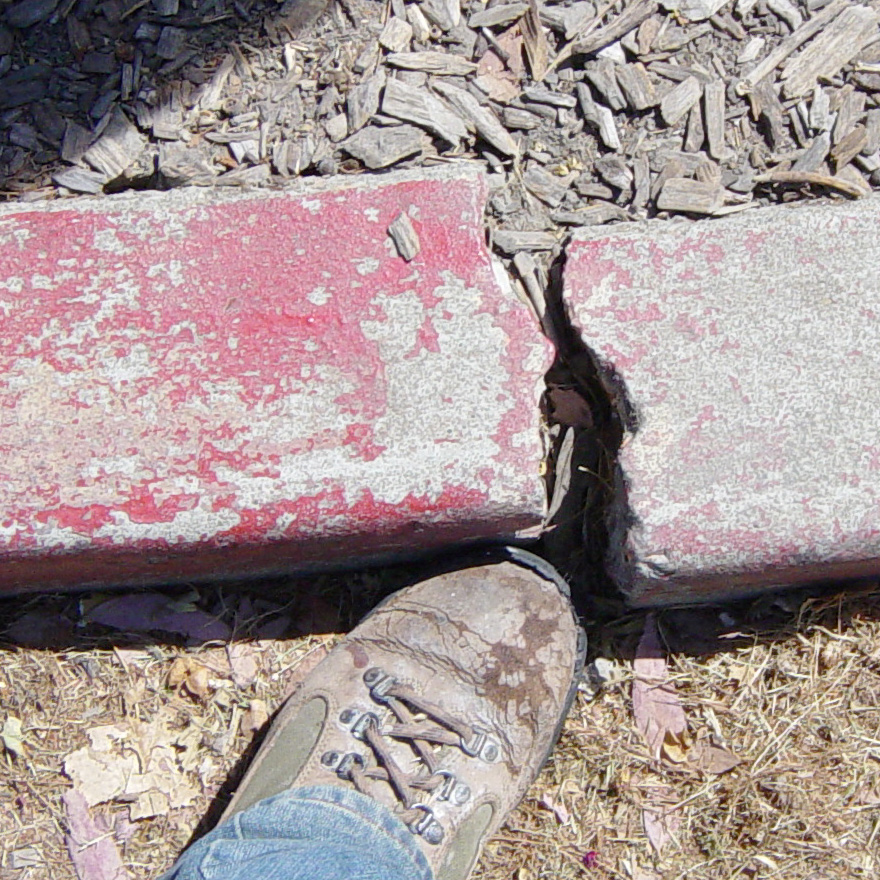
O movimento da Falha de Hayward deslocou este passeio ao longo de 15 anos (Fremont, Califórnia).

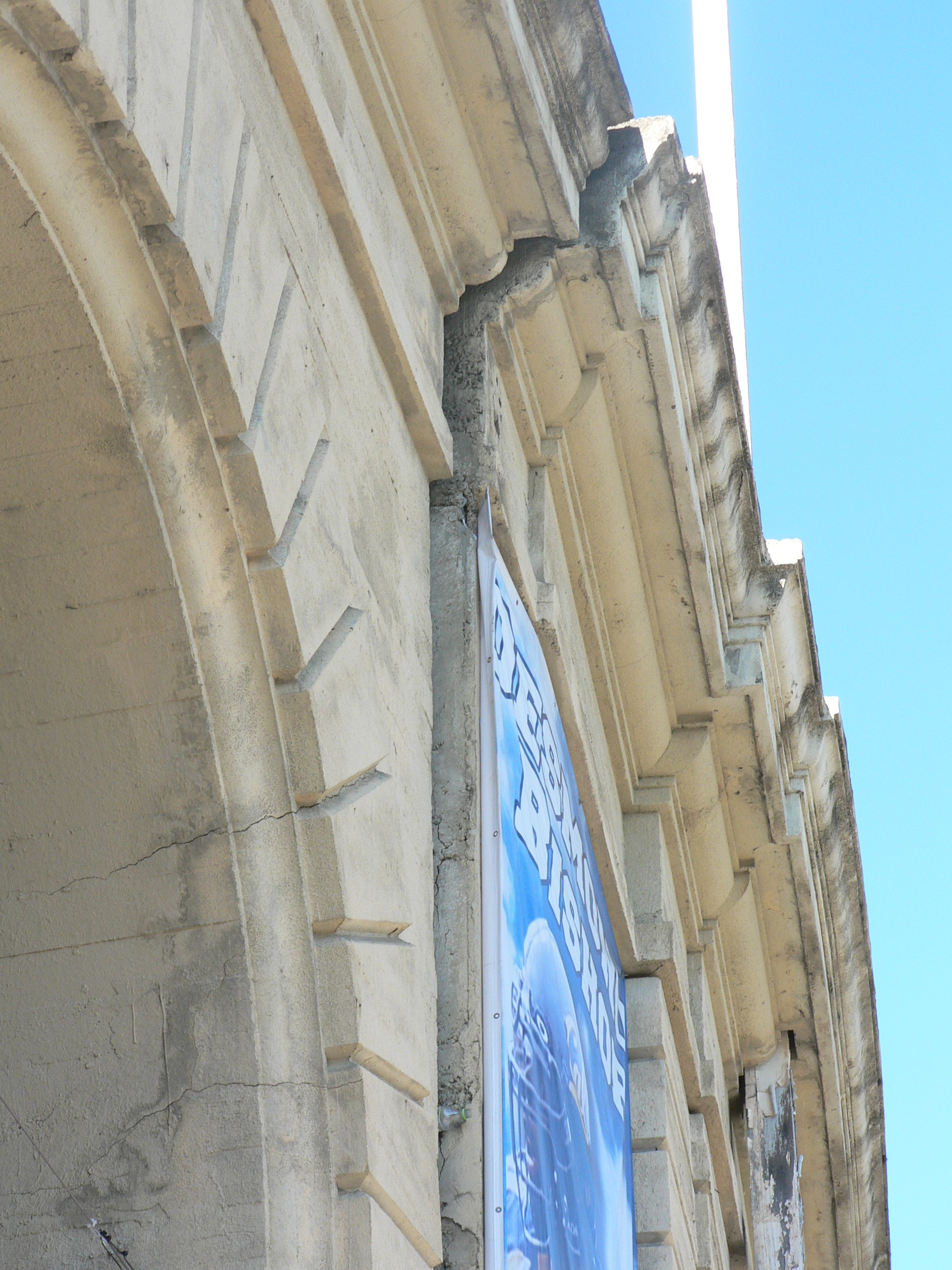
Efeito da fluência no Estádio Memorial da Califórnia.

Deslizamento assísmico (também fluência assísmica ou fluência de falha) é a designação dada em geologia ao deslocamento mensurável da superfície ao longo de uma falha geológica na ausência de sismos notáveis. A fluência assísmica também pode ocorrer como pós-deslizamento dias a anos após um grande sismo. Exemplos notáveis de deslizamento assísmico incluem falhas na Califórnia (por exemplo, Calaveras Fault, Hayward Fault e San Andreas Fault).

## Descrição
A fluência assísmica acomoda movimentos de campo distante em zonas localizadas de deformação em fronteiras de placas tectónicas. As causas subjacentes à fluência assísmica são atribuídas principalmente à fraca resistência ao atrito da falha, à baixa tensão normal que actua sobre a falha na crosta superficial e às pressões excessivas de fluidos nos poros, que limitam a quantidade viável de tensão normal numa falha. A reação de fricção dos materiais geológicos pode explicar a transição da deformação sísmica para a deformação assísmica em profundidade. A fricção ao longo das falhas pode causar deslizamentos súbitos com quedas de tensão associadas (sismos), juntamente com fases de ausência de movimento à medida que a tensão de energia-momento se recarrega.

## Medição
Determinar como as taxas de fluência variam temporalmente e espacialmente ao longo das falhas tem implicações importantes para a previsão do momento, locais e tamanhos potenciais de futuros sismos, bem como a mecânica do comportamento de falhas. As medições da tensão inter-sísmica, bem como o padrão associado de acoplamento, são também cruciais porque revelam as bolsas onde a tensão se está a acumular e pode ser libertada em futuras rupturas sísmicas.
O aparecimento da geodesia espacial e as técnicas de deteção remota recentemente desenvolvidas são utilizadas para monitorizar a deformação da crosta terrestre, a fim de seguir a deformação sísmica numa falha. Os levantamentos por teodolito são utilizados com matrizes de alinhamento para seguir a fluência. Estes dados podem então ser utilizados para avaliar a capacidade sísmica de uma falha.

## Exemplos
A fluência assísmica existe ao longo da Falha de Calaveras em Hollister, Califórnia. As ruas que atravessam a falha em Hollister apresentam um desvio significativo. Várias casas situadas no topo da falha estão notavelmente torcidas, mas ainda são habitáveis. A cidade atrai geólogos e estudantes de geologia quase semanalmente.
Outros exemplos de falhas que sofreram deslizamento assísmico incluem a Falha de San Andreas na Califórnia e a Falha do Norte da Anatólia na Turquia. A fluência ao longo da Falha de Maacama é de cerca de 8 mm por ano, consistente com o movimento constante ao longo do resto do sistema da Falha de Hayward.